# サンタ・ルーチェ
サンタ・ルーチェ (伊: Santa Luce) は、イタリア共和国トスカーナ州ピサ県にある、人口約1,600人の基礎自治体（コムーネ）。

## 地理

### 位置・広がり

#### 隣接コムーネ
隣接するコムーネは以下の通り。括弧内のLIはリヴォルノ県所属を示す。
- カシャーナ・テルメ・ラーリ (カシャーナ・テルメ)
- カステッリーナ・マリッティマ
- キャンニ
- クレスピーナ・ロレンツァーナ (ロレンツァーナ)
- オルチャーノ・ピザーノ
- ロジニャーノ・マリッティモ (LI)

### 気候分類・地震分類
サンタ・ルーチェにおけるイタリアの気候分類 (it) および度日は、zona D, 1824 GGである。
また、イタリアの地震リスク階級 (it) では、zona 3 (sismicità bassa) に分類される。

## 行政

### 分離集落
サンタ・ルーチェには以下の分離集落（フラツィオーネ）がある。
- Pastina, Pieve Santa Luce, Pomaia